# William Walmsley
William Walmsley (1892-1961) fue un mecánico e industrial automovilístico británico, fundador con William Lyons en 1922 de la Swallow Sidecar Company, que más tarde se convertiría en la compañía fabricante de coches Jaguar.

## Biografía
Walmsley nació en Stockport. Era hijo de un comerciante de carbón. Durante la Primera Guerra Mundial sirvió en el Regimiento de Yeomanry de Cheshire, siendo herido en una pierna.
Cuando su padre se jubiló en 1921, la familia se mudó a Blackpool, a la King Edward Avenue, cerca de donde residía la familia del joven William Lyons. 
Walmsley era un habilidoso mecánico y había aprendido los principios básicos de la construcción de automóviles como parte del negocio de transporte de carbón familiar. Diseñó una motocicleta con sidecar, acoplando un chasis Watsonian a una antigua moto Triumph comprada al Departamento de Guerra. El sidecar tenía un perfil octogonal alargado  con forma de bala, muy aerodinámico 
y bastante inusual para la época. Solo Harley-Davidson en los Estados Unidos tenía algo similar. Lo llamó "Ot-as-Ell", y pronto descubrió que otros entusiastas de las motocicletas querían uno.
Comenzó a renovar motocicletas que compraba como excedentes de guerra y a construir sidecares en su cobertizo del jardín a un ritmo de quizás uno por semana, decorados por su esposa. Registró el diseño en abril de 1921 y anunció sus sidecares a un precio de 28 libras. El llamativo diseño de su sidecar de aluminio pulido atrajo la atención de su vecino, el joven William Lyons de 20 años de edad, que compró uno.
Al año siguiente, los dos hombres decidieron comenzar a producir el sidecar comercialmente. El resultado fue la Swallow Sidecar Company de Blackpool. Por razones legales, la sociedad se constituyó oficialmente una semana después del 21 cumpleaños de Lyons.
El modelo de sidecar Octogonal 1 se hizo muy popular, y pronto Walmsley y Lyons acoplaron uno a una motocicleta Brough Superior, que presentaron en el Salón del Motor de Londres celebrado en noviembre de 1922. En los dos años siguientes introdujeron nuevos modelos, incluido un diseño pentagonal de cola larga, denominado Modelo 4, y el Modelo 6 en forma de rombo, conocido como "Scrapper" (Peleón).
El primer automóvil con carrocería Swallow fue casi producto de la casualidad. Walmsley había adquirido un automóvil Austro-Daimler dañado por un incendio y lo llevó a la fábrica para que intentaran restaurarlo sus empleados, a los que pagó por este trabajo.
En 1927, la compañía comenzó a construir carrocerías para automóviles, colocando sus propios diseños deportivos sobre chasis de Austin Seven, y se hizo conocida como Swallow Sidecar and Coachbuilding Company. 
Construyeron coches Austin Swallow en grandes cantidades, y también carrozaron bastidores de las marcas Wolseley, Morris, Swift, Alvis y Fiat.
A finales de 1928 la compañía se mudó a Holbrook, Coventry, y en 1929 ya se había firmado un contrato para comprar motores y chasis a la Standard Motor Company, carrozándolos y comercializandolos como Standard Swallow. Este modelo se exhibió en el Salón del Motor del Olympia.
Las ventas fueron buenas, y en el Salón del Motor de Londres de 1931 se exhibió su cupé deportivo SS-I sobre un chasis Standard especialmente diseñado. Tenía el aspecto de un automóvil de 1000 libras pero solo costaba 310. 
Un modelo más pequeño llamado SS-II se unió a la gama a un precio de 210 libras, y la compañía pasó a llamarse SS Cars, Ltd. Los SS-I y SS-II se produjeron en versiones tanto cubiertas como descubiertas de cuatro asientos. Se abandonó la producción de carrocerías Swallow sobre otros chasis, aunque la fabricación de sidecares continuó en la década de 1940. El propio Walmsley disponía de un SS I biplaza de 1934 personalizado.
Walmsley estaba satisfecho con el moderado éxito de la compañía y vio que no tenía mucho sentido correr riesgos al expandir la empresa, y cada vez dedicaba más tiempo y recursos a su proyecto de fabricar piezas para un modelo de ferrocarril. 
Lyons compró sus acciones mediante una oferta pública de adquisición, y en 1935 se convirtió en Director Gerente de la empresa en solitario. 
Walmsley, invirtió el dinero recibido en un nuevo negocio de fabricación de remolques y caravanas, primero en la Airlite Trailer Company, y después en la Coventry Steel Caravans. Poseía uno de los modelos de caravana de Airlite más aerodinámicos, primero remolcado por un Bentley, luego por un Studebaker, y finalmente por un Jaguar.
El nombre Jaguar apareció como SS Jaguar en 1935, después de que Walmsley había dejado la compañía. Tras la Segunda Guerra Mundial, en 1945, la compañía cambió su nombre por Jaguar Cars para evitar connotaciones desfavorables debido a su coincidencia con las iniciales se la Schutzstaffel, las SS del Partido Nacionalsocialista Obrero Alemán.

## Vida personal
Walmsley se casó con Emily Letitia Jeffries en 1921, con quien tuvo un hijo, Bobby. Su casa se llamaba Swallowdene.
Construyó un coche para su hijo cuando era pequeño con la forma de sus sidecares. Bobby murió en un caza Hawker Typhoon cuando se estrelló en los acantilados de Dieppe. Emily se divorció de él, y luego se casó con Winnifred, quien le sobrevivió cuando murió el 4 o el 5 de junio de 1961.